# Battle.net
Battle.net is een online dienst van Blizzard Entertainment om via internet computerspellen van dit bedrijf met meerdere spelers te spelen. De dienst werd geïntroduceerd in januari 1997, tegelijk met het uitbrengen van Diablo.

## Beschrijving
In augustus 2013 lanceerde men een bèta-versie van de Desktop App, een beheerprogramma waarmee men meerdere spellen kan aanschaffen, downloaden en installeren en/of patchen. In 2017 werd eveneens een mobiele app van het beheerprogramma uitgebracht voor Android en iOS.
Battle.net kreeg een grootschalige verandering in maart 2009. Het was vanaf dit moment mogelijk om alle Battle.net-accounts te koppelen, er kwam een verbeterd matchmaking-systeem voor het koppelen van spelers van gelijkwaardig speelniveau, en ten derde werd er een chatsysteem toegevoegd waarmee spelers konden communiceren met andere spelers.

## Aangeboden spellen
Via Battle.net kunnen onder meer de volgende spellen gespeeld worden:
- Diablo (beperkt, vanaf 1996)
- StarCraft (vanaf 1998)
  - tevens de uitbreiding Brood War
- Warcraft II: Battle.net Edition (vanaf 1999)
- Diablo II (vanaf 2000)
  - tevens de uitbreiding Lord of Destruction
- Warcraft III: Reign Of Chaos (vanaf 2002)
  - tevens de uitbreiding Warcraft III: The Frozen Throne
- World of Warcraft (vanaf 2004) [1]
  - tevens de uitbreidingen The Burning Crusade, Wrath of the Lich King, Cataclysm, Mists of Pandaria, Warlords of Draenor, Legion, Battle for Azeroth en Shadowlands
- StarCraft II: Wings of Liberty (vanaf 2010) [1]
  - tevens de uitbreidingen Heart of the Swarm en Legacy of the Void
- Diablo III (vanaf 2012) [1]
  - tevens de uitbreiding Reaper of Souls
- Hearthstone: Heroes of Warcraft (vanaf 2014) [1]
- Heroes of the Storm (vanaf 2015) [1]
- Overwatch (vanaf 2016) [1]
- Destiny 2 (van 2017 tot 2019)
- Call of Duty: Black Ops 4 (vanaf 2018)
- Call of Duty: Modern Warfare (vanaf 2019)
- Call of Duty: Modern Warfare 2 (vanaf 2020)
- Call of Duty: Black Ops Cold War (vanaf 2020)